# 中国救国运动会
中国救国运动会是中华民国的政党，对内称中国独立党。1946年6月在上海成立。中国救国运动会主张和平团结、加紧建国，不依附中国共产党和中国国民党。黄宇晃任主任委员。